# وادي الحندق
وادي الحندق هو: أحد الأودية النابعة من جبال الأطلس المتوسط الذي يمر من وسط مدينة بني ملال المغربية، ويقسمها إلى نصفين، يصب في نهر أم الربيع. يعتبره البعض على أنه جزء لايتجزأ من وادي أم الربيع المشهور. 
طوله 35كلم.